# Eddy Vorm
Eddy Vorm (* 4. Juni 1989 in Nieuwegein, Niederlande) ist ein niederländischer Fußballspieler.

## Karriere
Vorm spielte in der Jugend bei insgesamt vier Vereinen. Zunächst beim JSV Nieuwegein in seiner Heimatstadt Nieuwegein. Sowie beim USV Elinkwijk, FC Omniworld und RKC Waalwijk. Sein Profidebüt gab er bei RKC Waalwijk im Spiel der Eerste Divisie gegen RBC Roosendaal am 1. Mai 2009. Nachdem Vorm mit RKC in die Eredivisie aufstieg und insgesamt nur acht Spiele bestritt und torlos blieb, wechselte er zum 1. FC Magdeburg, wo er unter der Leitung von Ruud Kaiser spielte. Nach nur sechs Monaten, in denen er in 12 Spielen lediglich ein Tor erzielen konnte, wurde der Vertrag im beiderseitigen Einvernehmen mit dem Verein wieder aufgelöst. Im Sommer 2011 unterschrieb Vorm einen langfristigen Vertrag beim FC Breukelen aus der Provinz Utrecht. Zuvor hatte er bereits für den Verein in der Rückrunde der Eerste klasse 2010/11 gespielt.
Eddy Vorm ist der jüngere Bruder von Michel Vorm, der als Torwart beim Swansea City aktiv ist.